# Claire Sotinel
Claire Sotinel est professeure d' histoire ancienne à l'université de Paris-Est Créteil. Elle est spécialiste de l'Antiquité tardive et de la fin de l'Empire romain d'Occident.
Elle a travaillé en particulier sur l'Italie et la ville d'Aquilée lors des derniers siècles de l'Antiquité.  

## Biographie
Claire Sotinel a effectué l'ensemble de ses études d'histoire à l'université Paris IV : licence, maîtrise, DEA, doctorat, habilitation à diriger des recherches. Elle est agrégée d'histoire en 1983. Elle a ensuite enseigné sept années au lycée. Dans le contexte de la préparation de sa thèse, elle est, entre 1990 et 1994, membre de l’École française de Rome.
Elle a soutenu en 1993 une thèse d'histoire à l'université Paris IV intitulée « La Vénétie chrétienne au VIe siècle », sous la direction de Luce Pietri.
Après sa thèse, elle obtient un poste de maître de conférences en histoire ancienne à l’université de Bordeaux 3. 
En 2001, elle présente son habilitation à diriger les recherches (HDR) qui a pour titre : « Identité civique et christianisme. Aquilée du IIIe au VIe siècle. ». Ce diplôme lui permet d'accéder au titre de professeur des universités en 2004, à l’université François Rabelais de Tours. En 2008, elle est élue à l'université Paris 12 Créteil, où elle enseigne encore en 2023.
Elle a été directrice du département d’histoire à Tours de 2005 à 2008, puis directrice du département d’histoire à Créteil de 2009 à 2013. 
Claire Sotinel est membre du conseil scientifique du magazine L’Histoire. Elle est vice-présidente du jury du Prix de la bande dessinée historique du Château de Cheverny.

## Travaux
Claire Sotinel a contribué à la Prosopographie chrétienne du Bas-Empire, un projet international visant à créer une prosopographie du christianisme primitif, initié en 1951 par Henri-Irénée Marrou et poursuivi par André Mandouze en 1978 après la mort de Marrou. L'étude a été divisée géographiquement et Claire Sotinel a contribué aux deux volumes sur l'Italie (313-604), éditée par Charles Pietri et Luce Pietri et publiée en 1999.
En 2019, elle a publié Rome, la fin d’un empire. De Caracalla à la fin du Ve siècle, aux éditions Belin. Dans ce livre, elle avance l'idée que la réussite de la transformation de l’empire au IVe siècle prépare paradoxalement les conditions de sa disparition. D'une manière plus générale, elle conteste l'expression de chute, préférant la notion plus neutre de fin. Sur ce point, elle s'inspire des travaux de Peter Brown et de Marrou, qui ont décrit les derniers siècles de l'Antiquité romaine comme ceux d'une période de transitions culturelles et non pas de décadence. Toutefois, elle ne souscrit pas totalement à cette lecture et souligne les difficultés économiques de la période et les régressions dans le confort qui leur sont associées. 
A l'image d'Henri-Irénée Marrou, Sotinel n'utilise pas l'expression de « bas empire » mais celle « d'antiquité tardive », pour marquer une distance avec la vision décadentiste de cette période.  
Claire Sotinel a beaucoup travaillé sur les premiers siècles du christianisme et sur les connexions avec les cultes romains païens. Elle décrit un passage d’une religion civique à « une religion de la personne et de la communauté ». Elle étudie en particulier les rapports à la religion de Constantin et de Julien l'Apostat. Elle décrit comment ce dernier a voulu réintroduire le culte romain traditionnel tout en étant fortement influencé par la matrice chrétienne de son éducation et de son époque. Ces liens et ces influences permettent, selon elle, de comprendre les contradictions de la politique religieuse de Julien. 
Elle publie des travaux en langue française, anglaise et allemande. 

## Ouvrages

### Travaux individuels
- Identité civique et christianisme: Aquilée du IIIe au VIe siècle (BEFAR 324), Rome, Ecole française de Rome, 2005.
- Church and Society in Late Antique Italy and beyond, Variorum, Ashgate, 2010.
- Rome, la fin d’un empire. De Caracalla à la fin du Ve siècle, Paris, Belin, 2019.

### Travaux collectifs
- Avec Maurice Sartre (dir.), L’Usage du passé dans l’Antiquité tardive. Hommage à Brigitte Beaujard, Rennes, 2008.
- Avec Eric Rebillard (dir.), Les Frontières du profane dans l’Antiquité tardive, Rome, École française de Rome, 2010.